# UK Holocaust Memorial
Il UK Holocaust Memorial (in italiano: Memoriale dell'Olocausto del Regno Unito) indica una proposta per realizzare un complesso costituito da un memoriale e da un centro di apprendimento, destinato a preservare la testimonianza sia dei sopravvissuti all'Olocausto britannici che dei liberatori dei campi di concentramento, oltre che per onorare le vittime ebree dell'Olocausto e le altre vittime della persecuzione nazista, tra cui le minoranze rom, LGBT e le persone disabili.
La costruzione è prevista nel Victoria Tower Gardens, un parco reale vicino alle Houses of Parliament. La proposta han suscitato controversie a causa della popolarità e della natura del luogo, perché il memoriale occuperebbe, almeno nel progetto iniziale, circa un quarto dello spazio verde del parco.

## Commissione dell'Olocausto
Nel gennaio 2014 il primo ministro britannico David Cameron ha incaricato una "Commissione per l'Olocausto" di stabilire cosa si poteva fare in Gran Bretagna per preservare la memoria dell'Olocausto e per garantire che la lezione storica non venisse dimenticata nel tempo. La Commissione ha invitato a presentare dei lavori a livello nazionale, ottenendo quasi 2.500 risposte. C'è anche stato uno dei più grandi raduni di sopravvissuti all'Olocausto della Gran Bretagna allo stadio di Wembley. Il rapporto della Commissione è stato prodotto nel 2015.
Ha concluso che:
1. c'è una diffusa insoddisfazione per l'attuale memoriale nazionale in Hyde Park;
2. l'istruzione sull'Olocausto non è efficace e non raggiunge un numero significativo di giovani;
3. il sostegno ai progetti regionali è insufficiente, aggravato dalla mancanza di finanziamenti a lungo termine per l'educazione sul tema dell'Olocausto;
4. la testimonianza dei sopravvissuti e dei liberatori deve essere registrata con urgenza e conservata in modo adeguato;

e consigliato di provvedere all'istituzione di:
1. un nuovo e importante National Memorial;
2. un centro di apprendimento di livello mondiale nel cuore di un campus che farà da guida ad una rete di attività educative nazionali;
3. un fondo di dotazione per garantire all'educazione sull'Olocausto un futuro a lungo termine, che contempla un nuovo Centro di apprendimento, nonché sviluppo di progetti in tutto il paese;
4. un programma urgente per registrare e preservare la testimonianza dei sopravvissuti e dei liberatori dell'Olocausto britannici.

## UK Holocaust Memorial Foundation
Il rapporto della commissione proponeva la creazione di un nuovo organismo per portare avanti il programma sulla testimonianza dei sopravvissuti, per garantire i fondi necessari e identificare una posizione di rilievo per un nuovo National Memorial and Learning Centre. Di conseguenza, è stata costituita la UK Holocaust Memorial Foundation (UKHMF)  per sovrintendere al progetto.
Il governo ha stanziato 50 milioni di sterline (in seguito aumentate a 75 milioni), da integrare con 25 milioni di sterline provenienti da donazioni, erogate all'UKHMF per la costruzione del memoriale; si cercano ulteriori finanziamenti per costruire il centro di apprendimento.
Nel settembre 2015 l'UKHMF ha emesso le specifiche per il Memoriale e per il centro di istruzione e apprendimento; nel 2016 ha intrapreso una ricerca in oltre cinquanta località, e a luglio 2016 ha annunciato che sia per il memoriale che per il centro di apprendimento sotterraneo erano stati scelti i Victoria Tower Gardens .

### Centro commemorativo e didattico
Il centro di apprendimento offrirà ai visitatori esperienze coinvolgenti per conoscere l'Olocausto e i successivi genocidi attraverso una varietà di mezzi, tra cui fotografie storiche, filmati e registrazioni audio. Il sostegno del governo integrerà i fondi raccolti grazie alle donazioni dei visitatori e ad altri contributi di beneficenza per coprire i costi di gestione del Memorial and Learning Center che dovrebbe aprire nel 2024.
Il 28 gennaio 2021 il segretario delle comunità Robert Jenrick ha comunicato che il governo garantirà l'ingresso gratuito a tutti i visitatori, senza limiti di tempo aggiungendo: "Concedere a tutti l'accesso gratuito al memoriale pone il Regno Unito in linea con la prassi adottata dai monumenti e musei più importanti e dà ai sopravvissuti all'Olocausto la certezza che, quando non potranno più raccontare la storia da soli, la loro testimonianza rimarrà a disposizione di tutti, gratis e per sempre".

## Concorso di architettura
Per la progettazione del Centro si è svolto un concorso internazionale, vinto ad ottobre 2017 dalla squadra guidata dall'architetto britannico-ghanese David Adjaye (Adjaye Associates), con gli architetti Ron Arad come Memorial Architect e Gustafson Porter + Bowman come paesaggista.
L'opera combina una scultura commemorativa e un centro di apprendimento sotterraneo che aiuterà a educare i visitatori su pregiudizi e discriminazioni. Il memoriale è composto da 23 pinne di bronzo, con gli spazi tra le pinne che rappresentano i 22 paesi in cui l'Olocausto distrusse le comunità ebraiche. Essi fungono da percorsi separati verso una sala, chiamata "Soglia", che conduce al Centro di apprendimento, insieme ad una "aula della contemplazione" e alla "sala delle testimonianze". A settembre 2018 si è tenuta una consultazione pubblica sugli ultimi progetti. Gli oppositori alla costruzione del memoriale affermano che il progetto è collegato alla richiesta di Ottawa Holocaust Memorial respinta da Adjaye Associates.
L'architetto principale del progetto, David Adjaye, ha suscitato il disappunto dei detrattori sostenendo che "interrompere" il piacere di essere in un parco è la chiave del suo pensiero. David Aaronovich del Times e il critico di architettura dell'Observer Rowan Moore hanno discusso diversi argomenti contro il parco. La conseguente ondata di attenzione dei media ha portato alla luce alcune critiche, come quella di Historic England. Inoltre, sono state pubblicate lettere sottoscritte da politici a favore e contro il parco. In particolare, un gruppo di membri ebrei della Camera dei Lord ha affermato che il memoriale "non evoca né l'Olocausto né la storia ebraica". L'ultima lettera era di 174 politici che hanno sottoscritto una dichiarazione a sostegno del progetto. Anche Sadiq Khan, sindaco di Londra, ha espresso le sue preoccupazioni per la crescente opposizione.

## Riprogettazione e risposta
A seguito della consultazione presso il Consiglio di Westminster, il 29 aprile 2019 è stato annunciato che sarebbe stato presentato un progetto rivisto, che tiene in considerazione le posizioni dei cittadini in genere, dei residenti, del Consiglio di Westminster, dei media e di organismi autorevoli come Royal Parks e Historic England. Barbara Weiss della campagna SVTG ha attribuito il costo, il ritardo e l'interruzione di una riprogettazione a una mancanza iniziale di consultazione.
Il nuovo design, presentato in consiglio il 29 aprile 2019, è stato re-immaginato tenendo conto delle critiche, ma ha accentuato la perdita di spazio verde a causa di un aumento della larghezza del cortile commemorativo per accogliere la piantumazione adiacente alla recinzione, come indicato nell'addendum della dichiarazione ambientale. 
La stampa specializzata in architettura ed edilizia ne ha analizzato i pro e i contro. Royal Parks ha dichiarato: "Dalle prove disponibili non è chiaro che i progetti rivisti ridurranno significativamente l'impatto che la struttura avrà su questo spazio pubblico molto amato, in un'area del centro di Londra con pochi parchi pubblici, il che è significativo." I progetti rientrano nella pianificazione esistente. I documenti pubblicati indicano anche che la nuova versione non ha fugato le preoccupazioni dell'Agenzia per l'ambiente riguardo alla prevenzione del rischio di inondazioni sia durante la costruzione che successivamente.
Uno scambio di lettere tra il Consiglio comunale di Westminster e l'UKHMF nell'agosto 2019 ha mostrato che il memoriale "si stava dirigendo verso un parere sfavorevole" degli addetti alla pianificazione. Lo scambio è stato ampiamente trattato dai media britannici. L'UKHMF ha affermato che "i funzionari hanno dato un peso eccessivo al numero di obiezioni presentate". Il consiglio ha contestato le sue "affermazioni irresponsabili e francamente offensive" sul funzionamento del servizio di pianificazione del consiglio.
A seguito di una richiesta di Lord Pickles e Ed Balls, i copresidenti dell'UKHMF, a Robert Jenrick, il Segretario di Stato per l'edilizia abitativa, le comunità e il governo locale, Esther McVay, ministro per l'edilizia abitativa, ha "richiamato" la domanda il 6 novembre 2019. Un portavoce ha dichiarato: "Sarà svolta un'inchiesta pubblica, supervisionata da un ispettore della pianificazione indipendente. Il ministro prenderà la decisione finale tenendo conto del parere dell'ispettore".
Un portavoce del Consiglio di Westminster ha poi dichiarato: "Fino ad oggi siamo stati chiari sul fatto che avremmo valutato il piano nel merito, rimanendo in linea con la nostra politica di pianificazione". Nel febbraio 2020 il comitato di pianificazione del Consiglio comunale di Westminster ha respinto la domanda di costruzione all'unanimità, affermando che violava le regole di pianificazione in quanto a dimensioni, design e posizione.

### Inchiesta pubblica
L'inchiesta pubblica è stata condotta dall'ispettore David Morgan dal 6 ottobre al 13 novembre 2020. A causa delle restrizioni COVID-19, l'indagine si è svolta come un evento virtuale; il rapporto dell'ispettore andava redatto e presentato al Segretario di Stato entro il 30 aprile 2021. Tutti i documenti di indagine sono disponibili all'indirizzo .

## Opposizione e preoccupazioni
Victoria Tower Gardens è un parco pubblico che si sviluppa lungo la riva nord del Tamigi a Londra. Tocca Victoria Tower, l'angolo sud-occidentale del Palazzo di Westminster e si estende a sud dal Palazzo al Lambeth Bridge, stretto tra Millbank e il fiume. Victoria Tower Gardens è un parco classificato Grade II* creato nel 1864-1870 in seguito alla costruzione dell'argine del Tamigi. Si trova in una Conservation Area, in parte all'interno del sito del patrimonio mondiale dell'UNESCO di Westminster, ed è designato come zona di Monument Saturation.
Il parco è già sede di tre memoriali che sensibilizzano all'ingiustizia: The Burghers of Calais, la Buxton Memorial Fountain e l'Emmeline and Christabel Pankhurst Memorial. Il team di progettazione intende inserire il progetto nel contesto di questi altri memoriali, ma gli attivisti che si oppongono alla distruzione del parco obiettano che il memoriale dell'Olocausto è molto diverso, per dimensioni e natura, da quelli esistenti.
Il parco ha anche una piccola area giochi per bambini e spesso ospita proiezioni di film all'aperto ed eventi culturali temporanei, tra cui l'installazione luminosa Spectra dell'artista giapponese Ryoji Ikeda, che ha commemorato il centenario dell'inizio della prima guerra mondiale. È apprezzato come uno spazio verde sorprendentemente tranquillo nel cuore di Londra.
L'autorizzazion della costruzione è stata richiesta al Westminster City Council, che dovrebbe tenere presenti le proprie regole sui nuovi monumenti nella zona e l'impegno del sindaco di Londra a proteggere gli spazi verdi. Ad ottobre 2020 era in corso un'inchiesta pubblica, e l'ispettore sovrintendente era stato invitato a limitare le sue conclusioni a una raccomandazione senza pronunciarsi pro e contro.
La consultazione pubblica, lanciata dal consiglio comunale come parte del processo di pianificazione, ha prodotto risposte di molti organi autorevoli e un'ampia copertura mediatica. Il consigliere ufficiale dell'UNESCO sui siti del patrimonio mondiale, ICOMOS, ha obiettato alla posizione nel Victoria Tower Gardens affermando che l'edificio "interromperebbe sostanzialmente la vista chiave della Torre e del Palazzo" e metterebbe a rischio la sopravvivenza di due file di alberi, il che "avrebbe un impatto visivo enorme". The Royal Parks, l'ente che amministra molti parchi pubblici nel Regno Unito, ha dichiarato di "sostenere fermamente" il principio del progetto, ritenendo, però, che la sua scala e il suo design avrebbero avuto "impatti dannosi significativi sul carattere e sulla funzione" del parco. L'Agenzia per l'ambiente ha espresso preoccupazione per il fatto che l'edificio potrebbe compromettere le difese contro le inondazioni, di vitale importanza per le imprese e le abitazioni locali. È emerso anche che la costruzione potrebbe provocare la deflagrazione degli ordigni inesplosi risalenti alla seconda guerra mondiale. Lord Carlile, l'ex revisore indipendente delle leggi sul terrorismo, ha descritto l'ubicazione del memoriale nello stesso sito delle Houses of Parliament come un "rischio di terrorismo evidente".
Anche la campagna dei residenti locali, "Save Victoria Tower Gardens", mira a portare l'attenzione del pubblico sugli argomenti contro la collocazione del memoriale nel sito proposto. Ha lanciato una petizione che ha raccolto oltre 10.000 firme e ha inviato diverse lettere ai principali quotidiani nazionali. Da parte sua l'UKHMF, che sponsorizza il progetto, è stato attivo nell'esprimere le proprie ragioni sulla stampa e nel partecipare alla consultazione sul sito web del consiglio locale (tuttavia, oltre il 90% dei rispondenti si è opposto all'attuale soluzione).
Il governo è stato criticato per aver influenzato i risultati della consultazione incaricando una società privata, Big Ideas, di presentare al pubblico il progetto e di sollecitare le risposte alla consultazione. La società si è concentrata sul contattare i membri della comunità ebraica, ottenendo un gran numero di risposte favorevoli, in seguito sottoposte al Westminster Council. Da un'interrogazione parlamentare dell'8 ottobre 2019 si evince che il governo ha speso circa 140.000 sterline in campagne gestite da società private, oltre al finanziamento all'UKHMF. Nel novembre 2019 i sostenitori di un memoriale alla tratta transatlantica degli schiavi hanno lamentato che un cospicuo finanziamento pubblico veniva fornito alla UK Holocaust Memorial Foundation, ma non a loro.

## Altri siti commemorativi dell'Olocausto nel Regno Unito
L'Heritage Lottery Fund nel 2018 e nel 2019 ha fornito importanti finanziamenti per aprire un Centro per l'educazione e l'apprendimento dell'Olocausto a Huddersfield e per aggiornare ed espandere il Beth Shalom Holocaust Centre nel Nottinghamshire.
Nell'agosto 2019 l'Imperial War Museum ha annunciato l'intenzione di investire oltre 30 milioni di sterline per aprire nel 2021 nel suo sito londinese una nuova serie di gallerie su due piani sull'Olocausto e sulla sua importanza nella seconda guerra mondiale.